# Angus Maude
Angus Edmund Upton Maude, baron Maude of Stratford-upon-Avon (ur. 8 września 1912, zm. 9 listopada 1993), brytyjski polityk i dziennikarz, członek Partii Konserwatywnej, minister w pierwszym rządzie Margaret Thatcher. Jest ojcem konserwatywnego deputowanego, Francisa Maude'a.
Wykształcenie odebrał w Rugby School oraz w Oriel College na Uniwersytecie Oksfordzkim. Następnie pracował jako dziennikarz. W 1950 r. został wybrany do Izby Gmin jako reprezentant okręgu Ealing South. Pomimo zasiadania w parlamencie kontynuował pracę dziennikarza. W latach 1951–1955 był dyrektorem Conservative Politicial Centre. W 1958 r. zrezygnował z miejsca w Izbie Gmin aby zostać redaktorem "Sydney Morning Herald". Był nim do 1961 r. Dwa lata później powrócił do Izby Gmin, wygrywając wybory uzupełniające w okręgu Stratford-on-Avon.
W 1964 r. został mówcą Opozycji ds. lotnictwa, ale po krytyce partyjnej polityki lider Opozycji Edward Heath usunął go z tego stanowiska. W 1975 r. popierał kandydaturę Margaret Thatcher na lidera konserwatystów. Kiedy Thatcher została premierem w 1979 r. Maude został członkiem gabinetu jako Paymaster-General. Zrezygnował z tego stanowiska już w styczniu 1981 r. W 1983 r. zrezygnował z ubiegania się o reelekcję do Izby Gmin. Otrzymał dożywotni tytuł parowski barona Maude of Stratford-upon-Avon i zasiadł w Izbie Lordów. Zmarł w 1993 r.